# Careproctus faunus
Careproctus faunus és una espècie de peix pertanyent a la família dels lipàrids.

## Descripció
- Fa 10,2 cm de llargària màxima.
- Nombre de vèrtebres: 52-56.[4]

## Hàbitat
És un peix marí, demersal i de clima temperat (58°N-51°N, 177°W-165°W) que viu entre 120 i 422 m de fondària.

## Distribució geogràfica
Es troba a les illes Aleutianes.